# Ioniserende straling

Alfastraling (α) wordt al geabsorbeerd door een vel papier, bèta (β)straling door een metaalplaat en gammastraling (γ) pas door een dikke betonmuur.

Ioniserende straling is straling die voldoende energetisch is om een elektron uit de buitenste schil van een atoom weg te slaan. Hierdoor krijgt het atoom in totaal een positieve lading in plaats van een neutrale lading, het atoom wordt geïoniseerd, en wordt een ion. Deze straling kan men niet zien, horen, proeven, ruiken of voelen.
De straling ontstaat voornamelijk bij radioactiviteit, dit is het spontane uiteenvallen van atoomkernen.
Ioniserende straling wordt in de volksmond vaak ‘radioactieve straling’ genoemd, maar dit is eigenlijk een verkeerde term, want ‘radioactief’ betekent letterlijk ‘actief straling uitzendend’.
De rekeneenheid voor straling wordt weergegeven in nanosievert (nSv): een miljardste deel van één sievert (Sv).

## Direct of indirect
Ionisatie kan op twee manieren gebeuren: direct of indirect. De directe wijze kan alleen plaatsvinden door geladen deeltjes zoals alfadeeltjes of bètadeeltjes. De indirecte wijze gebeurt in stappen. Een ongeladen deeltje of een foton (elektromagnetische straling) gaat een reactie aan met een atoom of een atoomkern. Hierbij ontstaan geladen deeltjes die op hun beurt andere atomen ioniseren.
De energie die een foton nodig heeft om een atoom te ioniseren hangt af van het soort atoom. Zo is er bijvoorbeeld voor waterstof een foton met een energie van 13,6 eV (één elektronvolt = 1,602·10−19 joule) nodig om het te ioniseren, dus straling van een frequentie van ongeveer 3,28 1015Hz, wat overeenkomt met de frequentie van ultraviolet licht. Voor andere atomen gelden dan andere waarden.

## Vereiste energie
Om een atoom te kunnen ioniseren, moeten de materiële deeltjes of fotonen van de straling een voldoende hoge energie hebben. Een grote hoeveelheid deeltjes van lage energie heeft geen effect. Voor een foton is de energie
{\displaystyle W_{\mathrm {u} }=h\cdot f_{\mathrm {grens} }}
Wu: uittreed-arbeid (J)
h: constante van Planck (6,62607 10−34 Js)
fgrens: de grensfrequentie (Hz)
Is de frequentie van de deeltjes nog hoger, dan komt er dankzij de wet van behoud van energie energie voor in de vorm van kinetische energie (bewegingsenergie).
De hoeveelheid kinetische energie is:
{\displaystyle E_{\mathrm {k} }=hf-W_{\mathrm {u} }}

## Vormen van straling
Ioniserende straling bestaat in verschillende vormen. Men onderscheidt:
- deeltjesstraling, zoals alfastraling, bètastraling (te onderscheiden in β− (elektronen) en β+ (positronen)), neutronen en protonen.
- elektromagnetische straling, bestaande uit fotonen; afhankelijk van het golflengtebereik onderscheidt men röntgenstraling (ca. 0,01...100 nm, ook voornamelijk van elektronenovergangen) en gammastraling (< ca. 0,01 nm, voornamelijk uit kernreacties, waaronder radioactief verval).

Andere vormen van elektromagnetische straling, met een lagere energie dan röntgenstraling of gammastraling, kunnen in sommige gevallen ook ioniserend zijn, bijvoorbeeld door de chemische werking van radicalen. Deze vormen worden niet tot de klasse van ioniserende straling gerekend. Ultraviolet of zichtbaar licht, laagfrequente elektromagnetische velden, radiogolven, etc. behoren alle tot de klasse van niet-ioniserende straling.
Ioniserende straling kan schadelijk zijn voor het lichaam. De aard en ernst van de schade en de kans op optreden van de schade hangt sterk af van de mate van blootstelling. Bij een zeer hoge dosis ioniserende straling worden lichaamscellen gedood of beschadigd en treedt directe gezondheidsschade op. Van zowel een hoge als van een relatief lage dosis is bekend dat er een verhoogde kans op kanker wordt veroorzaakt. Zelfs in geval van zeer lage blootstelling aan ioniserende straling, zoals de meeste mensen in hun leven ondervinden, kan een nadelig effect op de gezondheid niet worden uitgesloten.

## Minimaliseren van gezondheidseffecten van ioniserende straling

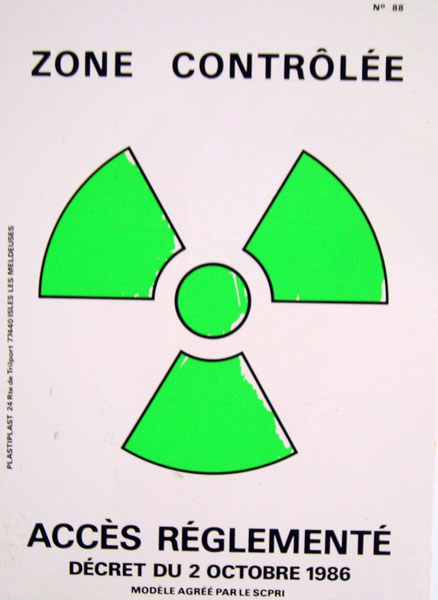
Waarschuwingsbord straling

### Risico
Ioniserende straling kan kankerverwekkend zijn. Doordat deze straling andere atomen kan ioniseren, kunnen er DNA-moleculen worden beschadigd, en daardoor kunnen lichaamscellen veranderen. De beschadiging van het DNA in een enkele cel is meestal onschuldig, leidt eventueel tot de dood van de cel, maar het is mogelijk dat een cel zich ongebreideld gaat delen: kanker. De kans op dit effect neemt toe met mate van blootstelling. Het risico op (te) grote blootstelling aan straling, kan gezien worden als onderdeel van de milieuproblematiek. 
Er kunnen ook effecten optreden voor een korte tijd, doordat veel lichaamscellen tegelijk worden gedood. Dit kunnen minder ernstige effecten zijn, zoals een rode huid. Dat gebeurt vaak bij kankerpatiënten die bestraald worden. Directe effecten van straling kunnen ook erg ernstig zijn en in het ergste geval zelfs dodelijk. Het effect van de straling hangt sterk af van de hoeveelheid straling en de soort straling. Kleine hoeveelheden straling hebben geen grote gevolgen, maar er is geen onschadelijke dosis vast te stellen. Aanvankelijk dacht men na de ontdekking van radium dat een kleine hoeveelheid straling positieve gezondheidseffecten kon hebben. De natuurlijke ioniserende achtergrondstraling komt uit de bodem en het heelal en hangt af van de plaats op aarde. Ieder mens is ook in geringe mate radioactief door de aanwezigheid van kalium-40 in het lichaam.